# 西塞尼卡
西塞尼卡（英語：West Seneca）是位于美国纽约州伊利县的一个镇，地处伊利县中部、布法罗效区。2010年美国人口普查时，该镇有44711人。1851年该镇正式建立，最初名为塞尼卡，但因与纽约州安大略县的塞尼卡重名，而于1852年更名为西塞尼卡。